# 普扎斯内什
普扎斯内什（Przasnysz）是波蘭的一座城市。位於馬佐夫舍省。距華沙以北約110公里。2004年，有人口18,093人。是中世紀時期馬佐夫舍地區最重要的城市。 